# ریچارد هموند
ریچارد مارک هموند (به انگلیسی: Richard Mark Hammond) (زادهٔ ۱۹ دسامبر ۱۹۶۹) مجری، نویسنده، تعمیرکار خودرو و خبرنگار انگلیسی است. او بیشتر به خاطر اجرای برنامه‌های ارتباطات مهندسی، تخت‌گاز و گرند تور به همراه جرمی کلارکسون و جیمز می شناخته می‌شود.

## زندگی شخصی
ریچارد هموند با آماندا «میندی» هموند که یک مقاله‌نویس در روزنامه (و وبسایت) دیلی اکسپرس هست ازدواج کرد؛ آن‌ها ۲ دختر دارند.
هموند برای داشتن تعداد زیادی حیوانات در مزرعه "Bollitree" از جمله اسب، سگ، گربه، جوجه، اردک، گوسفند و طاووس شناخته شده‌است.